# Бюст Франциска Скорины (Кишинёв)
Бюст Франциска Скорины — памятник в Кишинёве, столице Молдавии. Расположен на пересечении ул. Алексея Матеевича и митрополита Бенулеску-Бадони напротив посольства Белоруссии в Молдавии. Создан в 2018 году в честь белорусского просветителя и гуманиста Франциска Скорины.

## История
В июле 2017 года белорусский скульптор Геник Лойка выиграл конкурс эскизов концепции памятника Франциску Скорине в Кишинёве. Его заявка была признана профессиональным жюри лучшей из 9 претендентов. Конкурс проводился Министерством культуры Беларуси, его цель — максимально наглядно воплотить образ белорусского первопечатника.
Бюст был изготовлен в Белоруссии и установлен в Кишинёве в рамках проекта, одобренного Министерством образования, культуры и науки Молдовы. Затраты на разработку проектной документации на установку бюста, исполнение и установку, а также на благоустройство прилегающей территории были покрыты Республикой Беларусь и пожертвованиями. Лойка стремился создать монументальное произведение высотой три метра, но его размер ограничился половиной, а первоначальная сумма в 150 тысяч белорусских рублей, которую предполагалось потратить на строительство памятника, была уменьшена в 10 раз.
Он был открыт 18 апреля 2018 года. В церемонии приняли участие министр образования, культуры и исследований Молдавии Моника Бабук и министр культуры Белоруссии Юрий Бондарь, находившийся с официальным визитом в стране. В своём выступлении Моника Бабук отметила, что данное мероприятие внесёт значительный вклад в укрепление культурных связей между Молдавией и Белоруссией. Юрий Бондарь, в свою очередь, отметил, что «личность Франциска Скорины имеет исключительное значение для истории и культуры Беларуси. С его именем связаны традиции, благодаря которым мы гордимся своей страной, народом и его знаменитой историей».
Сам скульптор заявил, что отказался пойти на открытие памятника, поскольку вместо имени Францішак, которое, по его мнению, характерно для белорусской письменности, на памятнике было помещено имя Францыск.

## Описание
Бронзовый бюст Франциска Скорины украшен изображением «герба Скорины», который белорусский первопечатник поместил в каждую свою книгу, и украшен рушником — предметом символическим в традициях белорусского и молдавского народов.